# Чербу (Тулча)
Чербу (рум. Cerbu) — село у повіті Тулча в Румунії. Входить до складу комуни Тополог.
Село розташоване на відстані 189 км на схід від Бухареста, 49 км на південний захід від Тулчі, 75 км на північ від Констанци, 73 км на південний схід від Галаца.

## Населення
За даними перепису населення 2002 року у селі проживали 325 осіб, усі — румуни. Усі жителі села рідною мовою назвали румунську.